# Teucholabis hypomela
Teucholabis hypomela är en tvåvingeart som beskrevs av Alexander 1948. Teucholabis hypomela ingår i släktet Teucholabis och familjen småharkrankar.
Artens utbredningsområde är Peru. Inga underarter finns listade i Catalogue of Life.